# Obercunnersdorf
Obercunnersdorf je vesnice, místní část obce Kottmar v Horní Lužici v německé spolkové zemi Sasko. Nachází se v zemském okrese Zhořelec a má přibližně 1 300 obyvatel.

## Geografie
Ves leží severozápadně od hory Kottmar, mezi Löbau a Žitavou.

## Pamětihodnosti
V Obecunnersdorfu je 250 velice zachovalých podstávkových domů. V roce 2001 obec vyhrála evropskou soutěž „Entente florale“ — Kvetoucí sídla.